# Josu Sarriegi
Josu Sarriegi Zumarraga (ur. 19 stycznia 1979 w Lazkao) – hiszpański piłkarz występujący na pozycji obrońcy.

## Statystyki ligowe
| Rozgrywki          | Poziom | Kraj      | Mecze | Bramki |
| ------------------ | ------ | --------- | ----- | ------ |
| Primera División   | I      | Hiszpania | 71    | 2      |
| Segunda División   | II     | Hiszpania | 78    | 3      |
| Superleague Ellada | I      | Grecja    | 118   | 3      |